# Sílvia Alberto
Sílvia Alberto (ur. 18 maja 1981 w Lizbonie) – portugalska aktorka oraz prezenterka telewizyjna. 

## Kariera
Jako aktorka zadebiutowała w 1998 roku w filmie Zona J i od tego czasu sporadycznie występuje w produkcjach telewizyjnych oraz kinowych. Karierę telewizyjną rozpoczęła w 2000 roku, gdy została gospodarzem programu Clube Disney emitowanego na antenie portugalskiego publicznego nadawcy RTP. Od 2002 roku prowadziła magazyn śniadaniowy Programa da Manhã, transmitowany przez stację radiową Mix FM. W tym samym roku została prowadzącą portugalskiej edycji programu Idol, emitowanej przez stację SIC. Od 2006 roku ponownie pracuje w RTP. Na antenie tego nadawcy prowadziła programy Dança Comigo, Aqui há Talento, Operação Triunfo, Olha quem Dança, MasterChef oraz Top Chef. W 2018 roku, wraz z Danielą Ruah, Filomeną Cautelą i Catariną Furtado, poprowadziła 63. Konkurs Piosenki Eurowizji organizowany w Lizbonie.

## Filmografia
- 1998: Zona J jako Fátima
- 2000: Amo-te, Teresa jako Carina
- 2006: Gato Fedorento: Diz que é uma Espécie de Magazine jako nauczycielka
- 2006: Ricochete jako Apresentadora
- 2012: Maternidade jako Célia Torres
- 2015: Bem-Vindos a Beirais jako Raquel
- 2015: Nelo e Idália jako Silvia